# Revolução mundial
Revolução mundial é um conceito marxista de derrubar o capitalismo em todos os países por meio da ação revolucionária consciente da classe trabalhadora organizada. Estas revoluções não deveriam necessariamente ocorrer simultaneamente, mas quando as condições locais permitissem que um partido revolucionário substituísse com sucesso a propriedade burguesa e o Estado, e instalasse um Estado operário baseado na propriedade social dos meios de produção.
O objetivo final é alcançar o socialismo mundial, e mais tarde, o comunismo apátrida.
A Revolução Mundial refere-se a necessidade, destacada por Vladimir Lenin, que a revolução socialista deveria ser mundial e duradoura, pois caso contrário, a dinâmica de expansão do capitalismo e os problemas de estrutura social acabará forçando mais cedo ou mais tarde  a queda do governo dos trabalhadores. Para alguns, especialmente os trotskistas, a ideia dessa necessidade foi confirmada pela dissolução da União Soviética em 1991.

## História
Tanto Lenin quanto Trotsky acreditavam na necessidade de liderar o socialismo a uma revolução mundial. A diferença era que Trotsky propunha um caminho centrado na real participação do trabalhador ao contrário do programa soviético que mostrou mais tarde a sua intenção de retirada da participação popular. Na Terceira Internacional foi refletido essa necessidade que de alguma forma antecipada Karl Marx elaborou através da sua ideia de ditadura do proletariado. Um ano após a publicação de O Imperialismo, fase superior do capitalismo (1916), Lenin começou a propor uma teoria marxista do Estado capaz de alimentar estruturalmente o projeto global do socialismo. Em 1920, já se tinha a ideia de duas teses centrais para resolver o crescente sentimento anti-liberal: a ideia de imperialismo de maneira dialética e a Terceira Internacional tinha três pontos estratégicos para consolidar o avanço do socialismo em todo o mundo:
- Sintetizar a experiência de luta dos trabalhadores;
- Vinculação comunitária que poderia incluir o "patriotismo-social";
- Ordenar as práticas de todas as organizações e partidos proletários socialista / comunista a nível mundial.

No quarto congresso já concluía o "edifício" que permitiria a ideia do socialismo real. Neste se rompe completamente com qualquer abordagem para a social democracia e visa definitivamente o capitalismo de estado desde o fim da Segunda Guerra Mundial. Neste espaço, o contexto mais elevado da Guerra Fria, nem a revolução mundial de Lenin e muito menos a Revolução Permanente de Trotsky foram consideradas em Leonid Brezhnev, que levou a ex-União Soviética, o piloto dessa revolução mundial, a uma crise de estagnação e inflação que não poderia superar, ao contrário dos capitalistas liberais, porque os rígidos programas do socialismo real não previa  algo que Marx já tinha advertido: o sucesso do capitalismo está no seu fracasso: as crises cíclicas que lhe permitem reinventar-se. A revolução mundial pode ser vista, em retrospectiva, terminou desde a crise de Estagflação dos anos 70, mas seu declínio simbólico ocorre no fim da década de 1980. No entanto, as lutas sociais contra o neoliberalismo no final da década de 1990 tem o mérito de reposicionar a resistência anti-capitalista sendo as insurreições e desobediência civil em várias regiões, a matéria-prima para uma revolução mundial reformulada do século XXI.